# Личман, Борис Васильевич
Бори́с Васи́льевич Личман (15 апреля 1946 или 1946, Казань — 22 июня 2020, Екатеринбург) — советский и российский учёный-историк, доктор исторических наук, профессор Уральского федерального университета, проректор по учебной работе Уральского института экономики, управления и права. Действительный член Академии гуманитарных наук России.

## Биография
Родился 15 апреля 1946 года в Казани в семье военнослужащего.
После службы в армии в 1965 поступил на исторический факультет Днепропетровского государственного университета, который окончил в 1973 году. В этом же году переехал в Свердловск и начал работать в Уральском политехническом институте на кафедре истории КПСС, пройдя путь от ассистента до профессора. В 1976 году поступил в аспирантуру Уральского государственного университета, где в 1979 году под руководством М. Е. Главацкого защитил кандидатскую диссертацию на тему «Партийное руководство подготовкой научных и научно-педагогических кадров на Урале (1966—1970 гг.)». В 1991 году защитил докторскую диссертацию на тему «Региональная индустрия в экономической политике КПСС и Советского государства во второй половине 1950-х — середине 1980-х гг. (на материалах Урала)». В этом же году был назначен заведующим кафедрой истории КПСС УПИ, преобразованной в 1992 году в кафедру истории России.
С 2005 по 2017 год работал в Уральском институте экономики, управления и права заведующим кафедрой исторических дисциплин и проректором по учебной работе. Там же окончил магистратуру по юриспруденции.
В 2017 году Личман вернулся в объединённый Уральский федеральный университет, где до конца жизни работал профессором кафедры теории и истории международных отношений Уральского гуманитарного института.
Скончался 22 июня 2020 года, похоронен на Западном кладбище Екатеринбурга.

## Научные интересы
Предметом научных интересов Б. В. Личмана является история региональной индустрии. Впервые в отечественной историографии он рассмотрел регион в качестве единого хозяйственного, культурного, политического и территориального комплекса. В области методологии исторических наук он разработал понятие многоконцептуальной истории, предусматривающее анализ исторических фактов на основе разных теорий и точек зрения.
В 1996—1998 годах под редакцией Б. В. Личмана были опубликованы две части учебника по истории Урала, выдержавшие два издания и встретившие негативную критику. Это нанесло удар здоровью учёного.
Б. В. Личман является автором 3 монографий, 23 учебников и более 100 научных статей, а также редактором первых трёх сборников статей конференций «Урал индустриальный. Бакунинские чтения», проводящихся ежегодно с 1996 года. Входил в состав трёх советов по защите кандидатских и докторских диссертаций в Институте истории и археологии УрО РАН и Уральском государственном университете.

## Награды и звания
- Заслуженный работник высшей школы Российской Федерации (2001)[5][4]
- Медаль К. Д. Ушинского (2010)[2][5]